# Wektor

Ilustracja wektora

Wektor – obiekt matematyczny opisywany za pomocą wielkości: modułu (nazywanego też – zdaniem niektórych niepoprawnie – długością lub wartością), kierunku wraz ze zwrotem (określającym orientację wzdłuż danego kierunku); istotny przede wszystkim w matematyce elementarnej, inżynierii i fizyce.
Wiele działań algebraicznych na liczbach rzeczywistych ma swoje odpowiedniki dla wektorów: mogą być one dodawane, odejmowane, mnożone przez liczbę i odwracane. Operacje te spełniają znane prawa algebraiczne: przemienności, łączności, rozdzielności (odejmowanie traktowane jest jako szczególny przypadek dodawania). Suma dwóch wektorów o tym samym początku może być znaleziona geometrycznie za pomocą reguły równoległoboku. Mnożenie przez liczbę, w tym kontekście nazywaną zwykle skalarem, zmienia moduł wektora, tzn. rozciąga go lub ściska zachowując jego kierunek oraz jeżeli liczba jest dodatnia zachowuje zwrot, a gdy ujemna zmienia zwrot wektora.
Współrzędne kartezjańskie są spójnym środkiem opisu wektorów i operacji na nich. Wektor staje się ciągiem liczb rzeczywistych nazywanymi składowymi skalarnymi. Dodawanie wektorów i mnożenie wektora przez skalar są wykonywane składowa po składowej (zob. przestrzeń współrzędnych).
Wektory odgrywają ważną rolę w fizyce: prędkość oraz przyspieszenie poruszającego się obiektu oraz siła działająca na ciało mogą być opisane za pomocą wektorów. Wiele innych wielkości fizycznych może być rozpatrywanych jako wektory. Matematyczna reprezentacja wektora fizycznego zależy od układu współrzędnych wykorzystanego do jego opisu. Inne obiekty podobne wektorom, które opisują wielkości fizyczne i ulegają przekształceniom w podobny sposób wraz ze zmianą układu współrzędnych to pseudowektory i tensory.

## Ogólne

Wektor z A do B

Wielkościami charakteryzującymi wektory są: moduł (w matematyce liczba nieujemna, a w fizyce liczba nieujemna pomnożona przez jednostkę) oraz kierunek wraz ze zwrotem. Graficznie przedstawia się je często jako odcinek o wyróżnionym kierunku, zwykle jako strzałkę, której długość symbolizuje moduł, kierunek odpowiada kierunkowi prostej zawierającej odcinek i zwrot, który wskazuje grot strzałki.
W przestrzeni euklidesowej wektory można rozumieć dwojako:
- jako dowolne odcinki (kierunek i moduł) z wyróżnioną kolejnością punktów końcowych (zwrot)[1], takie wektory nazywa się wektorami zaczepionymi;
- jako sam kierunek wraz ze zwrotem oraz modułem, przy czym punkt początkowy (zaczepienia) nie jest istotny, wtedy mówi się o wektorach swobodnych.

Każdy wektor zaczepiony można przekształcić w wektor swobodny, „zapominając” o jego początku, a każdy wektor swobodny w zaczepiony, wskazując konkretny punkt zaczepienia wektora (kierunek, zwrot i moduł wyznaczają wtedy punkt końcowy).
Wektor o początku (punkcie zaczepienia) w {\displaystyle A} i końcu (punkcie końcowym) w {\displaystyle B} oznacza się zwykle symbolem {\displaystyle {\overrightarrow {AB}}} lub podobnymi. Wówczas długość odcinka opisuje moduł, a kierunek (ze zwrotem) wskazuje przesunięcie {\displaystyle B} względem {\displaystyle A,} czyli miarę tego, jak bardzo powinno się przesunąć punkt {\displaystyle A,} aby „przenieść” (zgodnie z etymologią) go do punktu {\displaystyle B.}
Tak więc dwa wektory zaczepione {\displaystyle {\overrightarrow {AB}}} oraz {\displaystyle {\overrightarrow {CD}}} dają ten sam wektor swobodny, jeżeli maja ten sam moduł oraz kierunek i zwrot, równoważnie: są one uważane za tożsame, jeżeli czworokąt {\displaystyle ABDC} jest równoległobokiem. Jeśli przestrzeń euklidesowa ma wyróżniony początek, to wektor swobodny jest równoważny wektorowi zaczepionemu o tej samej wartości i kierunku (oraz zwrocie), jeżeli jego punkt zaczepienia jest początkiem przestrzeni.
Jeżeli obiekty tego rodzaju należy wyróżnić spośród innych rodzajów wektorów, to nazywane są one niekiedy wektorami geometrycznymi, przestrzennymi lub euklidesowymi. Pojęcie wektora uogólnia się na większą liczbę wymiarów i w bardziej abstrakcyjnych podejściach, które mają o wiele szersze zastosowania.

### Przykłady jednowymiarowe
Siła określona jako „15 N w prawo” ma współrzędną 15 N, o ile wektor bazowy skierowany jest w prawo oraz −15 N, jeżeli wektor bazowy skierowany jest w lewo. Moduł wektora wynosi w obu przypadkach 15 N. Przemieszczenie określone jako „4 m w prawo” ma współrzędną 4 m, jeśli wektor bazowy skierowany jest w prawo i −4 m, gdy wektor bazowy skierowany jest w lewo. W obu przypadkach długość wektora wynosi 4 m. Praca wykonana przez siłę przy tym przemieszczeniu wynosi w obu przypadkach 60 J.

### Fizyka i inżynieria
Wektory są podstawowymi pojęciami w naukach fizycznych. Mogą być wykorzystane do reprezentowania dowolnej wielkości mającej kierunek, takiej jak prędkość, której modułem jest szybkość. Przykładowo prędkość 5 metrów na sekundę w górę może być przedstawiona jako wektor {\displaystyle (0,5)} (w przestrzeni dwuwymiarowej, gdzie oś y skierowana jest w „górę”). Inną wielkością reprezentowaną przez wektor jest siła, ponieważ ma moduł i kierunek (ze zwrotem). Wektory mogą również opisywać wiele innych wielkości fizycznych takich jak przemieszczenie, przyspieszenie, pęd oraz kręt. Inne wektory fizyczne, takie jak pole elektryczne, czy magnetyczne, są reprezentowane przez układ wektorów skojarzonych z każdym punktem przestrzeni fizycznej, to jest pole wektorowe.

### Przestrzeń kartezjańska
W układzie współrzędnych kartezjańskich wektor może być przedstawiony poprzez wskazanie współrzędnych punktów początkowego i końcowego. Przykładowo, punkty {\displaystyle A=(1,0,0)} oraz {\displaystyle B=(0,1,0)} w przestrzeni określają wektor zaczepiony {\displaystyle {\overrightarrow {AB}}} wskazujący z punktu {\displaystyle x=1} na osi x do punktu {\displaystyle y=1} na osi y.
Zwykle we współrzędnych kartezjańskich rozważa się wektory swobodne. Jest on zwykle określany przez współrzędne punktu końcowego odpowiadającego mu wektora zaczepionego, którego punkt początkowy jest początkiem układu {\displaystyle O=(0,0,0).} Na przykład wektor swobodny reprezentowany przez {\displaystyle (1,0,0)} jest wektorem długości jednostkowej wskazującym w kierunku dodatnim osi x.
Reprezentacja wektorów za pomocą współrzędnych umożliwia wyrażenie cech algebraicznych wektorów w dogodny liczbowy sposób. Przykładowo sumą wektorów {\displaystyle (1,2,3)} oraz {\displaystyle (-2,0,4)} jest wektor
{\displaystyle (1,2,3)+(-2,0,4)=(1-2,2+0,3+4)=(-1,2,7).}

### Wektory euklidesowe i afiniczne
W geometrii i fizyce można czasami w naturalny sposób przypisać do wektora długość (moduł) oraz kierunek. Okazuje się, że pojęcie kierunku jest ściśle związane z pojęciem kąta między dwoma wektorami. Jeżeli określona jest długość wektorów, to można również określić iloczyn skalarny – iloczyn dwóch wektorów o wartości skalarnej – który daje wygodną charakteryzację algebraiczną tak długości (pierwiastek z iloczynu skalarnego wektora przez siebie), jak i kąta (funkcja iloczynu skalarnego między dowolnymi dwoma wektorami). W trzech wymiarach można określić dodatkowo iloczyn wektorowy, który dostarcza algebraicznej charakteryzacji pola i orientacji w przestrzeni równoległoboku wyznaczonego za pomocą dwóch wektorów (będących jego bokami).
Nie zawsze jest jednak możliwe lub pożądane określenie długości wektora w naturalny sposób. Jest tak nawet w przypadku najprostszych uogólnień wektorów przestrzennych, tj. elementów abstrakcyjnych rzeczywistych przestrzeni liniowych/wektorowych (które uogólniają pojęcie wektorów swobodnych) i przestrzeni afinicznych (stanowiących uogólnienie wektorów zaczepionych). Odpowiednikiem długości wektora w przypadku przestrzeni wektorowych może być dowolna norma (lub pseudonorma, jak w przypadku przestrzeni Minkowskiego) określona na tej przestrzeni.

### Uogólnienia
W fizyce, jak i matematyce, wektor jest często utożsamiany z krotką, czyli listą liczb, która uzależniona jest od pewnego pomocniczego układu współrzędnych lub układu odniesienia (ang. reference frame). Jeżeli współrzędne są przekształcane, np. poprzez obrót lub rozciąganie, to składowe wektora również ulegają przekształceniu. Sam wektor nie zmienia się, lecz zmienia się jego układ odniesienia, tak więc jego składowe (czyli miary wzięte względem danego układu odniesienia) również muszą się zmienić, aby odzwierciedlić wspomnianą zmianę. Wektor nazywany jest kowariantym bądź kontrawariantnym w zależności od wzajemnego wpływu na siebie przekształcenia składowych wektora oraz przekształcenia współrzędnych. Zobacz kowariancja i kontrawariancja wektorów. Tensory są kolejnym rodzajem wielkości zachowującym się w ten sposób; w rzeczywistości wektor jest szczególnym przypadkiem tensora.
W czystej matematyce wektor to dowolny element przestrzeni wektorowej (liniowej) nad pewnym ciałem, który często przedstawiany jest jako wektor współrzędnych. Wektory opisane w tym artykule są szczególnym przypadkiem tej definicji, ponieważ są kontrawariantne względem otaczającej przestrzeni. Pojęcie kontrawariancji ujmuje intuicję fizyczną stojącą za ideą wektora mającego „moduł i kierunek”.

## Reprezentacje

Strzałka wektora wskazująca z A do B

Z lewej: wektor wskazujący za diagram, od widza. Z prawej: wektor wskazujący przed diagram, w kierunku widza. Można utożsamić odpowiednio z lotkami strzały i jej grotem.

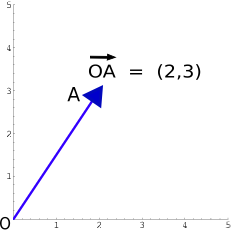
Wektor na płaszczyźnie kartezjańskiej przedstawiający położenie punktu A o współrzędnych (2, 3).

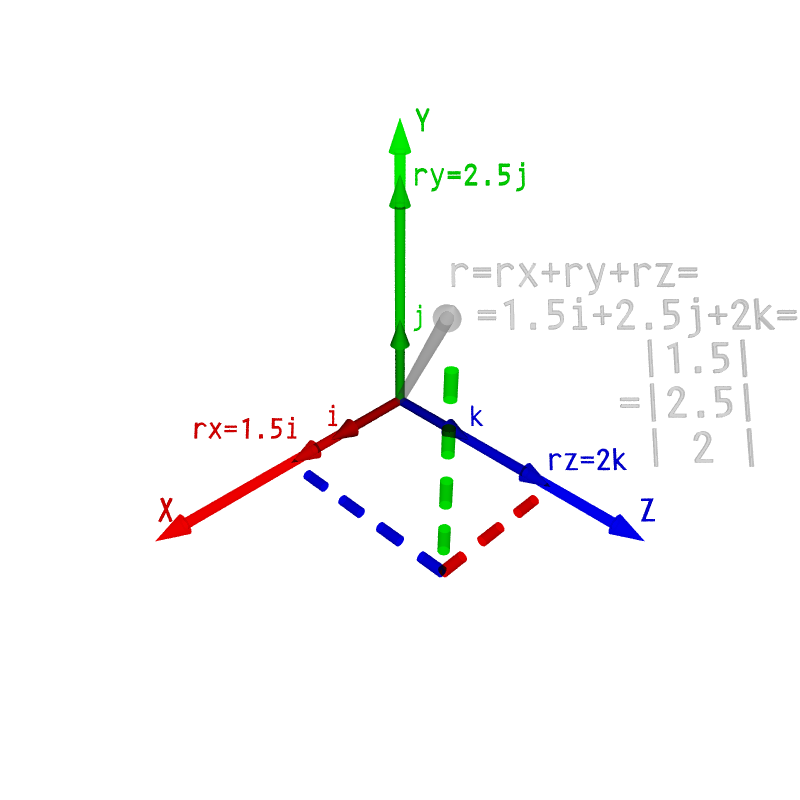

Wektory oznaczane są zwykle pogrubioną małą literą, np. {\displaystyle \mathbf {a} ,} czasami dodatkowo pochyloną, np. {\displaystyle a} (dużymi literami oznacza się często macierze). Inne konwencje obejmują przypadki {\displaystyle {\vec {a}}} lub {\displaystyle {\underline {a}},} szczególnie przy piśmie odręcznym. Niekiedy korzysta się z tyldy (~) lub falistego podkreślenia pod symbolem, które są konwencją oznaczania pogrubienia. Jeżeli wektor reprezentuje skierowaną odległość lub przemieszczenie z punktu {\displaystyle A} do {\displaystyle B} (zob. rysunek), to oznacza się go czasami jako {\displaystyle {\overrightarrow {AB}}} lub {\displaystyle {\underline {AB}}.} Z symbolu daszka (^) korzysta się zwykle do oznaczenia wersorów (wektorów jednostkowych, czyli wektorów o długości jednostkowej), np. {\displaystyle {\boldsymbol {\hat {a}}}.}
Wektory przedstawia się zwykle na wykresach czy diagramach jako strzałki (skierowane odcinki), jak pokazano na rysunku. Tutaj punkt {\displaystyle A} nazywany jest początkiem, ogonem, podstawą, punktem zaczepienia lub punktem początkowym; punkt {\displaystyle B} nazywa się głową, końcem, punktem końcowym. Długość strzałki jest proporcjonalna do wielkości wektora, a kierunek wskazywany przez strzałkę określa kierunek (i zwrot) wektora.
Niekiedy konieczne jest zaznaczenie wektora prostopadłego do płaszczyzny dwuwymiarowego diagramu. Wektory te przedstawia się za pomocą małych okręgów. Okrąg z kropką w środku (Unicode U+2299 ⊙) oznacza wektor wskazujący przed diagram, w kierunku widza. Kółko z wpisanym w niego krzyżykiem (Unicode U+2297 ⊗) oznacza wektor wskazujący za diagram, w kierunku od widza. O symbolach tych można myśleć jak o oglądaniu ostrza grotu strzały od przodu oraz oglądaniu lotki strzały od tyłu.
Reprezentacja wektorowa bywa nieporęczna przy prowadzeniu obliczeń za pomocą wektorów. Wektory w {\displaystyle n}-wymiarowej przestrzeni euklidesowej mogą być przedstawione w układzie współrzędnych kartezjańskich. Punkt końcowy może być utożsamiony z uporządkowaną listą {\displaystyle n} liczb rzeczywistych (n-tką). Przykładowo w dwóch wymiarach (zob. rysunek) wektor z początku {\displaystyle O=(0,0)} do punktu {\displaystyle A=(2,3)} zapisuje się zwykle jako
{\displaystyle \mathbf {a} =(2,3).}
Domyślnie przyjmuje się, że punkt zaczepienia wektora pokrywa się w tym wypadku z początkiem, dlatego też wyraźne zaznaczenie punktu zaczepienia w {\displaystyle {\overrightarrow {OA}}} uważa się za zbędne i rzadko się z niego korzysta.
W trójwymiarowej przestrzeni euklidesowej (lub {\displaystyle \mathbb {R} ^{3}}) wektory utożsamiane są z trójkami liczb odpowiadającym współrzędnym kartezjańskim punktu końcowego {\displaystyle (a,b,c),}
{\displaystyle \mathbf {a} =(a,b,c).}
Liczby te układa się często w wektor kolumnowy lub wektor wierszowy, w szczególności jeżeli rozpatruje się dodatkowo macierze, np.:
{\displaystyle \mathbf {a} ={\begin{bmatrix}a\\b\\c\end{bmatrix}},}
{\displaystyle \mathbf {a} ={\begin{bmatrix}a&b&c\end{bmatrix}}.}
Innym sposobem zapisu wektora trójwymiarowego jest wprowadzenie trzech wektorów bazy standardowej:
{\displaystyle \mathbf {e} _{1}=(1,0,0),\;\mathbf {e} _{2}=(0,1,0),\;\mathbf {e} _{3}=(0,0,1).}
Mają one intuicyjną interpretację wektorów długości jednostkowej wskazujących odpowiednio w kierunku rosnącym osi x, y oraz z układu współrzędnych kartezjańskich, czasami określa się je jako wersory tych osi. Za ich pomocą można przedstawić dowolny wektor z {\displaystyle \mathbb {R} ^{3}} w postaci:
{\displaystyle (a,b,c)=a(1,0,0)+b(0,1,0)+c(0,0,1)=a\mathbf {e} _{1}+b\mathbf {e} _{2}+c\mathbf {e} _{3}.}
Niekiedy w nauczaniu początkowym fizyki te trzy szczególne wektory są oznaczane jako {\displaystyle {\boldsymbol {i}},{\boldsymbol {j}},{\boldsymbol {k}}} (bądź {\displaystyle {\boldsymbol {\hat {x}}},{\boldsymbol {\hat {y}}},{\boldsymbol {\hat {z}}}}), ale taki zapis koliduje z konwencją sumacyjną wykorzystywaną w wyższych matematyce i fizyce oraz inżynierii.
Wykorzystanie wersorów kartezjańskich, takich jak {\displaystyle {\boldsymbol {\hat {x}}},{\boldsymbol {\hat {y}}},{\boldsymbol {\hat {z}}},} jako bazy w której wyrażony jest wektor nie jest obowiązkowe. Wektory można również przedstawić za pomocą walcowych wektorów jednostkowych {\displaystyle {\boldsymbol {\hat {r}}},{\boldsymbol {\hat {\theta }}},{\boldsymbol {\hat {z}}}} lub sferycznych wektorów jednostkowych {\displaystyle {\boldsymbol {\hat {r}}},{\boldsymbol {\hat {\theta }}},{\boldsymbol {\hat {\phi }}}.} Dwa ostatnie sposoby są dogodniejsze podczas rozwiązywania problemów mających odpowiednio symetrię cylindryczną, bądź sferyczną.

## Podstawowe własności
W tej sekcji wykorzystywany jest układ współrzędnych kartezjańskich z wektorami bazowymi
{\displaystyle \mathbf {e} _{1}=(1,0,0),\;\mathbf {e} _{2}=(0,1,0),\;\mathbf {e} _{3}=(0,0,1),}
przy czym przyjmuje się, że wszystkie wektory mają początek układu za wspólny punkt zaczepienia. Wektor {\displaystyle \mathbf {a} } będzie zapisywany jako
{\displaystyle \mathbf {a} =a_{1}\mathbf {e} _{1}+a_{2}\mathbf {e} _{2}+a_{3}\mathbf {e} _{3}.}

### Równość
Dwa wektory są równe, jeżeli mają równe wartości i kierunki (wraz ze zwrotami). Równoważnie będą one równe, jeśli odpowiadające współrzędne tych wektorów będą równe. Tak więc dwa wektory
{\displaystyle \mathbf {a} =a_{1}\mathbf {e} _{1}+a_{2}\mathbf {e} _{2}+a_{3}\mathbf {e} _{3}.}
oraz
{\displaystyle \mathbf {b} =b_{1}\mathbf {e} _{1}+b_{2}\mathbf {e} _{2}+b_{3}\mathbf {e} _{3}.}
są równe, jeżeli
{\displaystyle a_{1}=b_{1},\quad a_{2}=b_{2},\quad a_{3}=b_{3}.}

### Dodawanie i odejmowanie
Suma wektorów {\displaystyle \mathbf {a} } oraz {\displaystyle \mathbf {b} } to wektor dany wzorem
{\displaystyle \mathbf {a} +\mathbf {b} =(a_{1}+b_{1})\mathbf {e} _{1}+(a_{2}+b_{2})\mathbf {e} _{2}+(a_{3}+b_{3})\mathbf {e} _{3}.}
Dodawanie może być przedstawione graficznie jako umieszczenie punktu początkowego strzałki {\displaystyle \mathbf {b} } w punkcie końcowym strzałki {\displaystyle \mathbf {a} ,} a następnie narysowanie strzałki od punktu początkowego {\displaystyle \mathbf {a} } do punktu końcowego {\displaystyle \mathbf {b} .} Narysowana strzałka przedstawia wektor {\displaystyle \mathbf {a} +\mathbf {b} } jak pokazano niżej:
Ten sposób dodawania nazywana jest niekiedy metodą równoległoboku, ponieważ {\displaystyle \mathbf {a} } i {\displaystyle \mathbf {b} } są bokami równoległoboku, a {\displaystyle \mathbf {a} +\mathbf {b} } jest jedną z jego przekątnych. Jeżeli {\displaystyle \mathbf {a} } i {\displaystyle \mathbf {b} } są wektorami zaczepionymi o tym samym punkcie zaczepienia, to będzie on również punktem zaczepienia {\displaystyle \mathbf {a} +\mathbf {b} .} Można sprawdzić geometrycznie, iż {\displaystyle \mathbf {a} +\mathbf {b} =\mathbf {b} +\mathbf {a} } oraz {\displaystyle (\mathbf {a} +\mathbf {b} )+\mathbf {c} =\mathbf {a} +(\mathbf {b} +\mathbf {c} ).}
Różnica {\displaystyle \mathbf {a} } i {\displaystyle \mathbf {b} } dana jest jako
{\displaystyle \mathbf {a} -\mathbf {b} =(a_{1}-b_{1})\mathbf {e} _{1}+(a_{2}-b_{2})\mathbf {e} _{2}+(a_{3}-b_{3})\mathbf {e} _{3}.}
Odejmowanie dwóch wektorów może być zdefiniowane geometrycznie w następujący sposób: aby odjąć {\displaystyle \mathbf {b} } od {\displaystyle \mathbf {a} } należy umieścić początki {\displaystyle \mathbf {a} } i {\displaystyle \mathbf {b} } w tym samym punkcie, a następnie narysować strzałkę od punktu końcowego {\displaystyle \mathbf {b} } do punktu końcowego {\displaystyle \mathbf {a} .} Strzałka ta reprezentuje wektor {\displaystyle \mathbf {a} -\mathbf {b} } jak pokazano niżej:

### Mnożenie przez skalar

Mnożenie skalarne wektora o współczynniku 3 rozciąga wektor.

Wektor może być również pomnożony lub przeskalowany za pomocą liczby rzeczywistej {\displaystyle r.} W kontekście standardowej algebry wektorów liczby te nazywane są często skalarami (od skalowania), aby odróżnić je od wektorów. Działanie mnożenia wektora przez skalar nazywane jest czasem mnożeniem skalarnym. Wektor wynikowy to
{\displaystyle r\mathbf {a} =(ra_{1})\mathbf {e} _{1}+(ra_{2})\mathbf {e} _{2}+(ra_{3})\mathbf {e} _{3}.}
Intuicyjnie mnożenie przez skalar {\displaystyle r} rozciąga wektor o współczynnik równy {\displaystyle r.} Geometrycznie może to być przedstawione (przynajmniej w przypadku, gdy {\displaystyle r} jest całkowite) przez umieszczenie {\displaystyle r} kopii wektora w linii tak, by punkt końcowy jednego wektora był punktem początkowym kolejnego.
Jeżeli {\displaystyle r} jest ujemne, to zmienia się kierunek (zwrot) wektora: obraca się on o kąt 180°. Niżej znajdują się dwa przykłady (dla {\displaystyle r=-1} i {\displaystyle r=2}):
Mnożenie przez skalar jest rozdzielne względem dodawania wektorów następującym sensie:
{\displaystyle r(\mathbf {a} +\mathbf {b} )=r\mathbf {a} +r\mathbf {b} } dla dowolnych wektorów {\displaystyle \mathbf {a} ,\mathbf {b} } oraz wszystkich skalarów {\displaystyle r.}
Można pokazać, że {\displaystyle \mathbf {a} -\mathbf {b} =\mathbf {a} +(-1)\mathbf {b} .}

### Długość
Długość, moduł lub norma wektora {\displaystyle \mathbf {a} } oznaczana jest symbolem {\displaystyle \|\mathbf {a} \|} lub rzadziej {\displaystyle |\mathbf {a} |,} której nie powinno się mieszać z wartością bezwzględną („normą” skalarną). Niekiedy nazywa się ją także niepoprawnie wartością wektora.
Długość wektora {\displaystyle \mathbf {a} } może być obliczona za pomocą normy euklidesowej,
{\displaystyle \|\mathbf {a} \|={\sqrt {a_{1}^{2}+a_{2}^{2}+a_{3}^{2}}},}
co jest konsekwencją twierdzenia Pitagorasa, ponieważ wektory bazowe {\displaystyle \mathbf {e} _{1},\mathbf {e} _{2},\mathbf {e} _{3}} są ortogonalnymi wektorami jednostkowymi.
Okazuje się, że jest ona równa pierwiastkowi kwadratowemu z iloczynu skalarnego wektora przez siebie:
{\displaystyle \|\mathbf {a} \|={\sqrt {\mathbf {a} \cdot \mathbf {a} }}.}

### Iloczyn skalarny
Iloczyn skalarny dwóch wektorów {\displaystyle \mathbf {a} } oraz {\displaystyle \mathbf {b} } (czasami nazywany iloczynem wewnętrznym) oznaczany symbolem {\displaystyle \mathbf {a} \cdot \mathbf {b} } określony jest jako:
{\displaystyle \mathbf {a} \cdot \mathbf {b} =\|\mathbf {a} \|\|\mathbf {b} \|\cos \theta ,}
gdzie {\displaystyle \theta } jest rozwartością kąta między {\displaystyle \mathbf {a} } a {\displaystyle \mathbf {b} } (zob. funkcje trygonometryczne, aby uzyskać wyjaśnienie cosinusa). Geometrycznie oznacza to, że {\displaystyle \mathbf {a} } oraz {\displaystyle \mathbf {b} } są kreślone z tego samego punktu początkowego, a następnie długość {\displaystyle \mathbf {a} } jest mnożona przez długość składowej {\displaystyle \mathbf {b} } wskazującej w tym samym kierunku, co {\displaystyle \mathbf {a} .}
Iloczyn skalarny może być zdefiniowany również jako suma iloczynów składowych każdego wektora jak następuje:
{\displaystyle \mathbf {a} \cdot \mathbf {b} =a_{1}b_{1}+a_{2}b_{2}+a_{3}b_{3}.}

### Wektor jednostkowy

Normalizowanie wektora a do wektora jednostkowego â

Wektor jednostkowy lub wersor to dowolny wektor o długości jeden; zwykle korzysta się z nich do wskazywania kierunku (zwrotu). Wektor dowolnej długości może być podzielony przez jego długość tak, by stał się wektorem jednostkowym. Operacja ta znana jest jako normalizowanie bądź normalizacja wektora. Wektor jednostkowy oznaczany jest często za pomocą daszka, np. {\displaystyle \mathbf {\hat {a}} .}
Aby znormalizować wektor {\displaystyle \mathbf {a} =(a_{1},a_{2},a_{3})} należy przeskalować go przez odwrotność jego długości {\displaystyle \|\mathbf {a} \|,} tzn.
{\displaystyle \mathbf {{\hat {a}}={\frac {\mathbf {a} }{\|\mathbf {a} \|}}={\frac {a_{1}}{\|\mathbf {a} \|}}\mathbf {e} _{1}+{\frac {a_{2}}{\|\mathbf {a} \|}}\mathbf {e} _{2}+{\frac {a_{3}}{\|\mathbf {a} \|}}\mathbf {e} _{3}} }

### Wektor zerowy
Wektor zerowy to wektor o długości zero. Zapisany za pomocą współrzędnych ma postać {\displaystyle (0,0,0).} Zapisuje się go zwykle jako {\displaystyle {\vec {0}},} {\displaystyle \mathbf {0} } lub po prostu {\displaystyle 0.} W przeciwieństwie do pozostałych wektorów nie ma on kierunku i nie może być znormalizowany (to znaczy nie ma wektora jednostkowego, który byłby wielokrotnością wektora zerowego). Suma wektora zerowego i dowolnego wektora {\displaystyle \mathbf {a} } wynosi {\displaystyle \mathbf {a} ,} tzn. {\displaystyle \mathbf {0} +\mathbf {a} =\mathbf {a} .}

### Iloczyn wektorowy

Ilustracja iloczynu wektorowego.

Iloczyn wektorowy (nazywany również iloczynem zewnętrznym, ang. outer product) ma sens jedynie w trzech wymiarach. Różni się on od iloczynu skalarnego głównie tym, że wynikiem iloczynu wektorowego dwóch wektorów jest wektor. Iloczyn wektorowy {\displaystyle \mathbf {a} \times \mathbf {b} } jest wektorem prostopadłym tak do {\displaystyle \mathbf {a} ,} jak i do {\displaystyle \mathbf {b} } i jest zdefiniowany jako
{\displaystyle \mathbf {a} \times \mathbf {b} =\|\mathbf {a} \|\|\mathbf {b} \|\sin(\theta )\,\mathbf {n} ,}
gdzie {\displaystyle \theta } jest rozwartością kąta między {\displaystyle \mathbf {a} } oraz {\displaystyle \mathbf {b} ,} a {\displaystyle \mathbf {n} } jest wektorem jednostkowym prostopadłym jednocześnie do {\displaystyle \mathbf {a} } i {\displaystyle \mathbf {b} ,} który uzupełnia układ prawoskrętny. Ograniczenie prawoskrętności jest niezbędne, ponieważ istnieją dwa wektory jednostkowe, które są równocześnie prostopadłe do {\displaystyle \mathbf {a} } i {\displaystyle \mathbf {b} ,} mianowicie {\displaystyle \mathbf {n} } oraz {\displaystyle -\mathbf {n} .}
Iloczyn wektorowy {\displaystyle \mathbf {a} \times \mathbf {b} } jest określony tak, by {\displaystyle \mathbf {a} ,\mathbf {b} ,\mathbf {a} \times \mathbf {b} } również były układem prawoskrętnym (jednakże {\displaystyle \mathbf {a} } oraz {\displaystyle \mathbf {b} } nie muszą być koniecznie ortogonalne). Jest to tzw. reguła prawej dłoni.
Długość {\displaystyle \mathbf {a} \times \mathbf {b} } może być interpretowana jako pole równoległoboku o bokach {\displaystyle \mathbf {a} } oraz {\displaystyle \mathbf {b} .}
Iloczyn wektorowy może być zapisany jako
{\displaystyle \mathbf {a} \times \mathbf {b} =(a_{2}b_{3}-a_{3}b_{2})\mathbf {e} _{1}+(a_{3}b_{1}-a_{1}b_{3})\mathbf {e} _{2}+(a_{1}b_{2}-a_{2}b_{1})\mathbf {e} _{3}.}
Przy wolnym wyborze orientacji przestrzennej (tzn. zezwalając tak na prawoskrętne, jak i lewoskrętne układy współrzędnych) iloczyn wektorowy dwóch wektorów jest pseudowektorem, a nie wektorem (zob. niżej).

### Iloczyn mieszany
Iloczyn mieszany w rzeczywistości nie jest nowym działaniem, lecz sposobem stosowania dwóch pozostałych operatorów mnożenia względem trzech wektorów. Iloczyn mieszany, oznaczany niekiedy {\displaystyle (\mathbf {a} \;\mathbf {b} \;\mathbf {c} ),} zdefiniowany jest jako:
{\displaystyle (\mathbf {a} \;\mathbf {b} \;\mathbf {c} )=\mathbf {a} \cdot (\mathbf {b} \times \mathbf {c} ).}
Ma on trzy podstawowe zastosowania:
- wartość bezwzględna tego iloczynu to objętość równoległościanu o wierzchołkach określonych za pomocą jego czynników;
- jest on równy zeru wtedy i tylko wtedy, gdy wszystkie trzy wektory są liniowo zależne, co można łatwo uzasadnić uwagą, iż trzy wektory które nie mają objętości, muszą leżeć na wspólnej płaszczyźnie;
- jest on dodatni wtedy i tylko wtedy, gdy wszystkie trzy wektory {\displaystyle \mathbf {a} ,\mathbf {b} ,\mathbf {c} } są prawoskrętne.

Wyrażony za pomocą składowych (względem prawoskrętnej bazy ortonormalnej), myśląc o trzech wektorach ułożonych w wiersze (bądź kolumny, ale z zachowaniem kolejności), iloczyn mieszany jest po prostu wyznacznikiem 3×3-macierzy mającej trzy wektory wpisane w rzędy
{\displaystyle (\mathbf {a} \;\mathbf {b} \;\mathbf {c} )=\left|{\begin{pmatrix}a_{1}&a_{2}&a_{3}\\b_{1}&b_{2}&b_{3}\\c_{1}&c_{2}&c_{3}\end{pmatrix}}\right|.}
Iloczyn mieszany jest liniowy względem wszystkich trzech czynników i antysymetryczny w następującym sensie:
{\displaystyle (\mathbf {a} \;\mathbf {b} \;\mathbf {c} )=(\mathbf {c} \;\mathbf {a} \;\mathbf {b} )=(\mathbf {b} \;\mathbf {c} \;\mathbf {a} )=-(\mathbf {a} \;\mathbf {c} \;\mathbf {b} )=-(\mathbf {b} \;\mathbf {a} \;\mathbf {c} )=-(\mathbf {c} \;\mathbf {b} \;\mathbf {a} ).}

### Różne bazy kartezjańskie
Wszystkie dotychczasowe przykłady obejmowały wektory wyrażone za pomocą tej samej bazy, mianowicie {\displaystyle \mathbf {e} _{1},\mathbf {e} _{2},\mathbf {e} _{3}.} Jednakże wektor może być przedstawiony za pomocą dowolnej liczby różnych baz, które nie muszą do siebie przystawać i nadal pozostaje on tym samym wektorem. Przykładowo dla określonego wcześniej wektora {\displaystyle \mathbf {a} } jest
{\displaystyle \mathbf {a} =a_{1}\mathbf {e} _{1}+a_{2}\mathbf {e} _{2}+a_{3}\mathbf {e} _{3}=u\mathbf {n} _{1}+v\mathbf {n} _{2}+w\mathbf {n} _{3},}
gdzie {\displaystyle \mathbf {n} _{1},\mathbf {n} _{2},\mathbf {n} _{3}} stanowią inną bazę ortonormalną niezgodną z {\displaystyle \mathbf {e} _{1},\mathbf {e} _{2},\mathbf {e} _{3}.} Wartości {\displaystyle u,v,w} są dobrane tak, by suma wektorów dawała w wyniku dokładnie {\displaystyle \mathbf {a} .}
Napotkanie wektorów wyrażonych w różnych bazach nie należy do rzadkości (np. jedna baza jest przypisana do Ziemi, druga do poruszającego się pojazdu). Aby przeprowadzić wiele z określonych wyżej działań należy mieć wektory wyrażone w tej samej bazie. Jednym z prostszych sposobów przedstawienia wektora znanego w jednej bazie za pomocą innej jest wykorzystanie macierzy kolumnowych reprezentującej wektory w każdej z baz oraz trzeciej macierzy zawierającej informacje kojarzące ze sobą dwie bazy. Przykładowo, aby znaleźć wartości {\displaystyle u,v,w} określające {\displaystyle \mathbf {a} } w bazie {\displaystyle \mathbf {n} _{1},\mathbf {n} _{2},\mathbf {n} _{3}} można skorzystać z mnożenia macierzy postaci
{\displaystyle {\begin{bmatrix}u\\v\\w\end{bmatrix}}={\begin{bmatrix}c_{11}&c_{12}&c_{13}\\c_{21}&c_{22}&c_{23}\\c_{31}&c_{32}&c_{33}\end{bmatrix}}{\begin{bmatrix}a_{1}\\a_{2}\\a_{3}\end{bmatrix}},}
gdzie każdy element macierzy {\displaystyle c_{ij}} jest cosinusem kierunkowym wiążącym {\displaystyle \mathbf {n} _{i}} z {\displaystyle \mathbf {e} _{j}}. Pojęcie cosinusa kierunkowego odnosi się do cosinusa kąta między dwoma wektorami jednostkowymi, który równy jest też ich iloczynowi skalarnemu.
Oznaczywszy {\displaystyle \mathbf {e} _{1},\mathbf {e} _{2},\mathbf {e} _{3}} zbiorczo jako bazę {\displaystyle \mathbf {e} } oraz {\displaystyle \mathbf {n} _{1},\mathbf {n} _{2},\mathbf {n} _{3}} jako bazę {\displaystyle \mathbf {n} } macierz zawierającą wszystkie współczynniki {\displaystyle c_{ij}} nazywa się macierzą przejścia z {\displaystyle \mathbf {e} } do {\displaystyle \mathbf {n} ,} macierzą obrotu od {\displaystyle \mathbf {e} } do {\displaystyle \mathbf {n} } (ponieważ można ją sobie wyobrażać jako „obrót” wektora z jednej bazy do innej) lub macierzą cosinusów kierunkowych z {\displaystyle \mathbf {e} } do {\displaystyle \mathbf {n} } (ponieważ zawiera ona cosinusy kierunkowe).
Własnością macierzy obrotu jest to, że jej macierz odwrotna jest równa do jej transpozycji. Oznacza to, że macierz obrotu z {\displaystyle \mathbf {e} } do {\displaystyle \mathbf {n} } jest transpozycją macierzy obrotu z {\displaystyle \mathbf {n} } do {\displaystyle \mathbf {e} .}

### Pozostałe bazy
Baza zastosowanego wyżej układu współrzędnych kartezjańskich jest bazą ortonormalna, tzn. wektory bazowe są ortogonalne, a przy tym jednostkowe. Powyższe wyniki przenoszą się również na pozostałe bazy ortonormalne, takie jak walcowa o wektorach jednostkowych {\displaystyle {\boldsymbol {\hat {r}}},{\boldsymbol {\hat {\theta }}},{\boldsymbol {\hat {z}}}} lub sferyczna z wektorami jednostkowymi {\displaystyle {\boldsymbol {\hat {r}}},{\boldsymbol {\hat {\theta }}},{\boldsymbol {\hat {\phi }}}.}
Dodawanie, odejmowanie i mnożenie przez skalar również uogólniają się w naturalny sposób, o ile wektory bazowe są liniowo niezależne. W takich bazach można określić także iloczyn skalarny, jednak traci on swoją interpretację jako długość.

### Pozostałe wymiary
z wyjątkiem iloczynów wektorowego i mieszanego, powyższe wzory uogólniają się na dwa i więcej wymiarów. Na przykład dodawanie uogólnia się na dwa wymiary następująco:
{\displaystyle (a_{1}\mathbf {e} _{1}+a_{2}\mathbf {e} _{2})+(b_{1}\mathbf {e} _{1}+b_{2}\mathbf {e} _{2})=(a_{1}+b_{1})\mathbf {e} _{1}+(a_{2}+b_{2})\mathbf {e} _{2},}
a na cztery wymiary:
{\displaystyle {\begin{aligned}(a_{1}\mathbf {e} _{1}+a_{2}\mathbf {e} _{2}+a_{3}\mathbf {e} _{3}+a_{4}\mathbf {e} _{4})&+(b_{1}\mathbf {e} _{1}+b_{2}\mathbf {e} _{2}+b_{3}\mathbf {e} _{3}+b_{4}\mathbf {e} _{4})\\&=(a_{1}+b_{1})\mathbf {e} _{1}+(a_{2}+b_{2})\mathbf {e} _{2}+(a_{3}+b_{3})\mathbf {e} _{3}+(a_{4}+b_{4})\mathbf {e} _{4}\end{aligned}}.}
Iloczyn wektorowy uogólnia się na iloczyn zewnętrzny (ang. exterior product), którego wynikiem jest biwektor, który w ogólności nie jest wektorem. W dwóch wymiarach jest to po prostu skalar
{\displaystyle (a_{1}\mathbf {e} _{1}+a_{2}\mathbf {e} _{2})\wedge (b_{1}\mathbf {e} _{1}+b_{2}\mathbf {e} _{2})=a_{1}b_{2}-a_{2}b_{1}.}
Siedmiowymiarowy iloczyn wektorowy jest podobny do iloczynu wektorowego w tym, że jego wynik jest siedmiowymiarowym wektorem ortogonalnym do swoich dwóch argumentów.